# Hernando de Alarcón

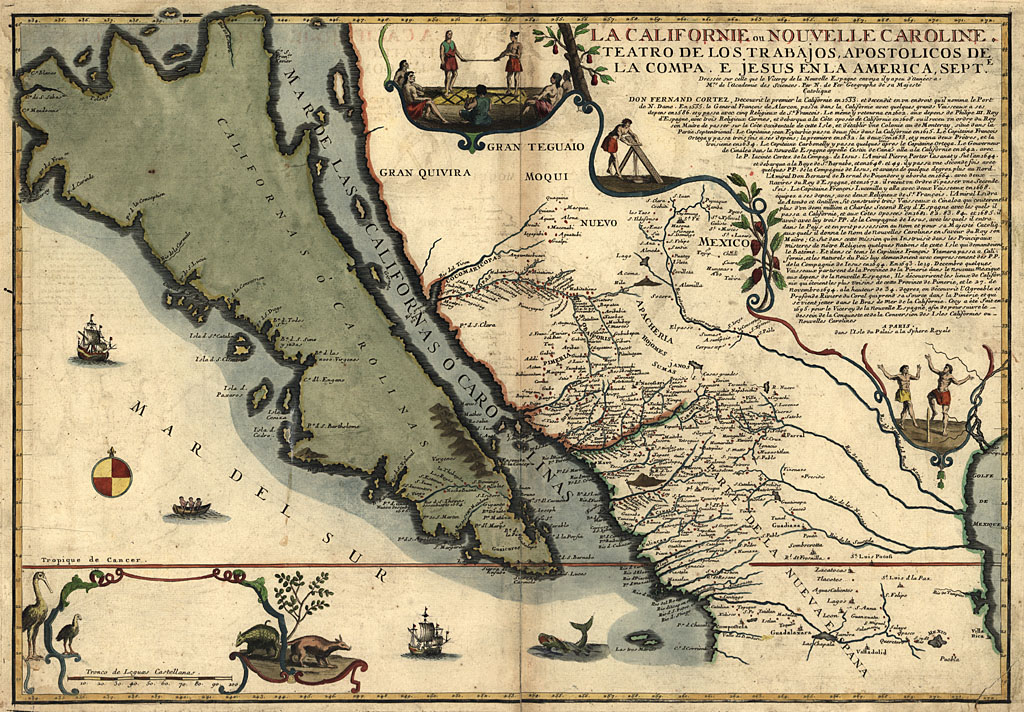
Falsche Darstellung von Baja California als Insel

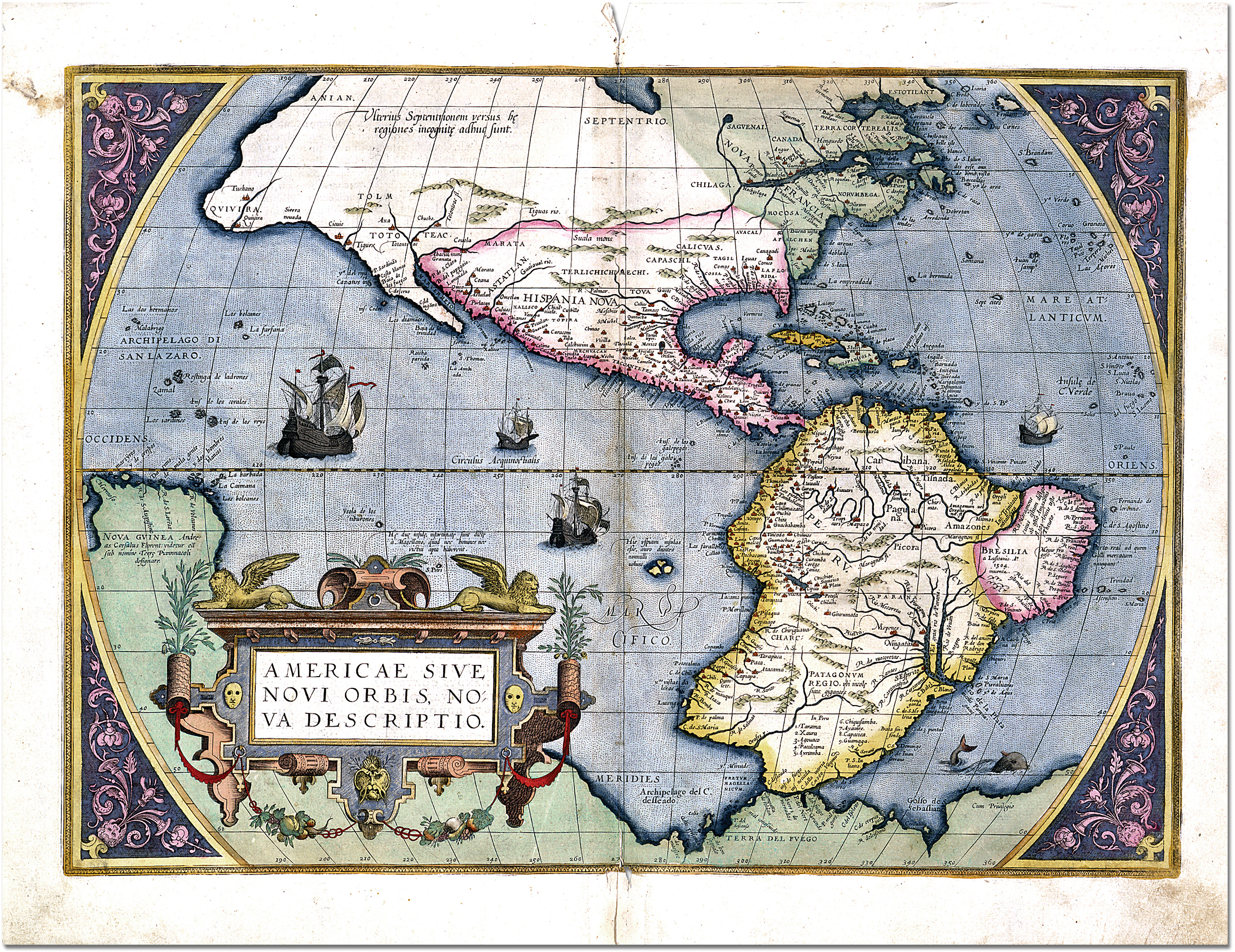
Richtige Darstellung von Baja California auf einer Weltkarte von 1579.

Hernando de Alarcón (geboren um ca. 1500 in Trujillo, Spanien; gestorben um 1541) war ein spanischer Entdecker des 16. Jahrhunderts. Seine Lebensdaten sind nicht mit Sicherheit bekannt.

## Suche nach Coronado
Alarcón wurde vom Vizekönig Neuspaniens, Antonio de Mendoza, beauftragt, die Halbinsel Baja California zu erkunden, um endgültig feststellen, ob es sich dabei um eine Insel oder eine Halbinsel handelte. Seine wichtigste Aufgabe war es jedoch, die Expedition von Francisco Vásquez de Coronado zu unterstützen. Der Plan war, dass Hernando de Alarcón mit seinen Schiffen so weit wie möglich nach Norden in den Golf von Kalifornien segeln sollte. Dort sollte er Coronado mit Waffen und Lebensmitteln versorgen und das eroberte Gold in Empfang nehmen. Auf seinen Schiffen sollte er es dann sicher nach Süden bringen.
Am 9. Mai 1540 gab Alarcón den Befehl, die Segel zu setzen. Mit zwei Schiffen und einem Tender machte sich die Expedition auf den Weg.
Alarcón segelte in den Golf von Kalifornien, der im Sommer zuvor von Francisco de Ulloa erstmals erforscht worden war. Sorgfältig zeichnete er die Küstenlinie auf Karten ein. Am 26. September erreichte er den Colorado. Er nannte ihn den Río del Tizón oder Río de Buena Guía. Mit Booten fuhren die Männer stromaufwärts und suchten nach Coronados Truppe. Auf den ersten 85 spanischen Meilen waren sie die ersten Europäer, die jemals diesen Fluss befahren hatten. Wahrscheinlich kamen sie bis in die Nähe des heutigen Yuma.
Alarcón verfasste jedoch einen ungewöhnlich einfühlsamen Bericht seiner ersten Begegnung mit Indígenas: Bei seiner ersten Begegnung mit Pfeil und Bogen bewaffneter Eingeborener warf Alarcón, anders als Coronado, „sein Schwert und Schild zu Boden und trat mit den Füßen darauf, um so und durch andere Zeichen zu bedeuten, dass ich keinen Krieg führen wollte.“ Er befahl seinen Männern, sich zu setzen. Nach einem Moment der Unsicherheit und murmelnden Beratungen trat einer der Einheimischen mit einem Stab, an dem Muscheln hingen, aus dem Kreis. Alarcón umarmte ihn und schenkte ihm ein paar Perlen. Anschließend durchquerte Alarcón mit seinen Männern unbehelligt dichtbesiedelte Territorien entlang des Colorado. Trotz indigener Dolmetscher war die Kommunikation schwierig und beschränkte sich häufig auf Gesten, Geschenke, Pantomime oder Zeichnungen. Alarcón bediente sich, wie bereits Hernán Cortés und Francisco Pizarro, des Mythos, von der Sonne gesandt zu sein. Die Indígenas schenkten ihm jedoch keinen Glauben, bohrten mit Fragen, wie der, „wie die Sonne mich geschickt haben konnte, da sie doch so hoch oben reise und nie stillstehe.“ Und warum die Sonne nicht schon früher jemanden gesandt hatte und wieso Kinder der Sonne nicht jeden Menschen verstehe? Alarcón räumte in seinen Aufzeichnungen ein, „mir fiel bald nichts mehr ein“. „Ich sagte ihm, Gott wohne im Himmel und werde Jesus Christus genannt. Ich war darauf bedacht, mich nicht weiter in die Theologie mit ihm zu verstricken.“
Coronado und seine Männer konnte Alarcóns Expedition jedoch nicht finden, denn sie erreichten den Fluss viel früher. Erst einige Monate nach ihnen entdeckte García López de Cárdenas den Grand Canyon und somit auch den Colorado River. Als die Stromschnellen des Colorado River jedes weitere Vordringen unmöglich machten, hinterließ Alarcón an einem besonderen Platz ein Holzkreuz. Dort vergrub er in einem Behälter Nachrichten, die später von Melchior Díaz, einem anderen Entdecker, gefunden wurden.
Als Alarcón 1541 nach Neuspanien zurückkehrte, konnte er eine genaue Karte vom Golf von Kalifornien vorweisen. Auf dieser Karte wurde das Land als eine Halbinsel gezeigt. Das Hauptziel seiner Expedition hatte er jedoch nicht erreicht. Er hatte Coronado bei seiner Suche nach den sieben Städten von Cibola nicht helfen können.